# Maashees

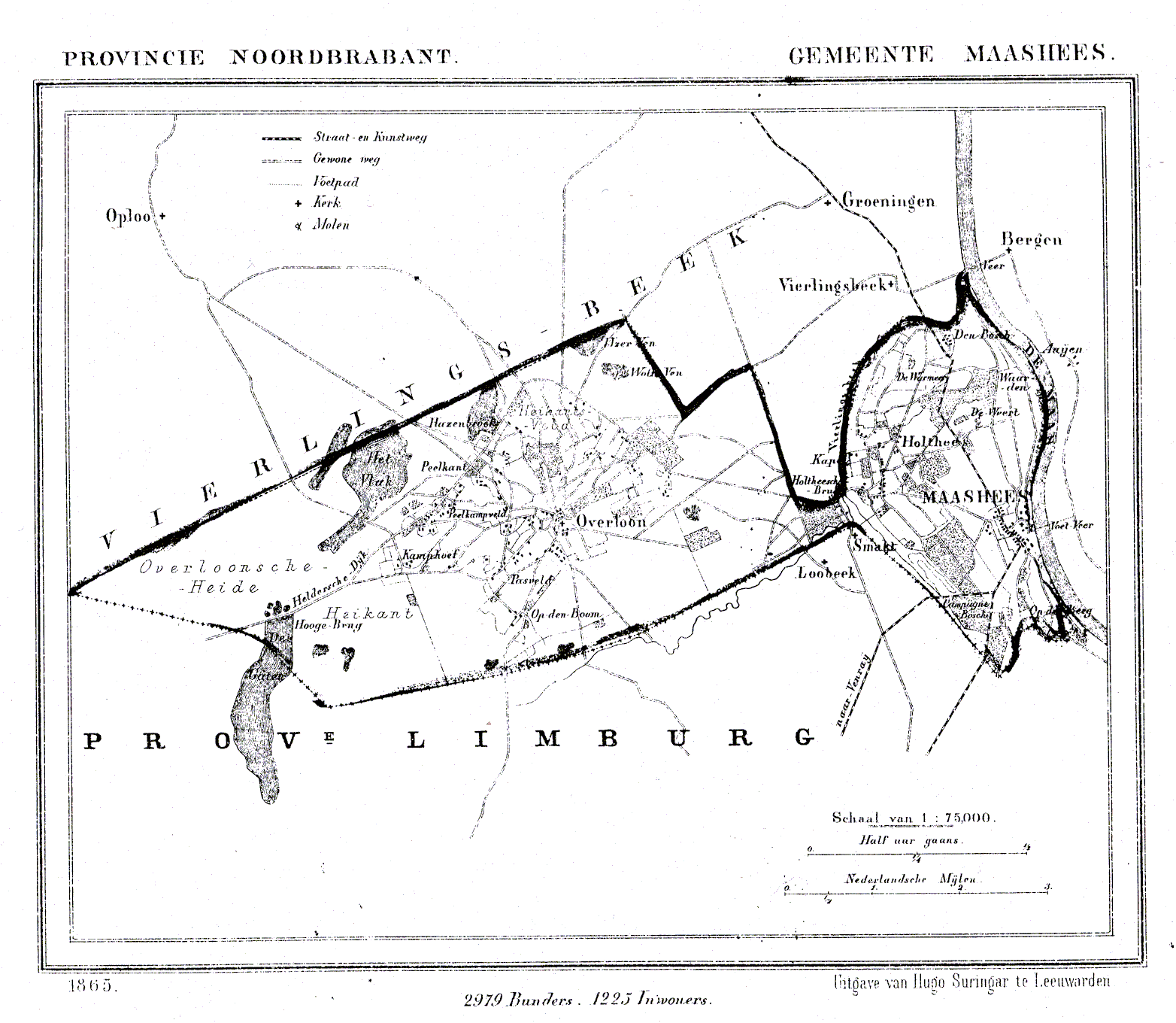
Gemeente Maashees en Overloon in 1865

Maashees (dialect: Mûszès of Mezaes) is een dorp in de gemeente Land van Cuijk, in de Nederlandse provincie Noord-Brabant. Op 1 januari 2023 telde het dorp 910 inwoners, verdeeld over 396 woningen, met een gemiddelde WOZ-waarde van € 342.000, op een oppervlakte van 5,39 km².
Het is de meest oosterlijke plaats van Brabant. Tot 1941 was het de hoofdplaats van de gemeente Maashees en Overloon, die in 1942 opging in de gemeente Vierlingsbeek, welke op haar beurt weer in 1998 opging in de gemeente Boxmeer. Laatstgenoemde gemeente ging per 1 januari 2022 op in de gemeente Land van Cuijk.

## Toponymie
Vroeger werd Maashees ook geschreven als: Maeshese, Masses en Maeshees. Het achtervoegsel hees betekent doorgang. Maashees betekent dus zoiets als: doorgang over de Maas.

## Geschiedenis
Reeds in de Romeinse tijd was Maashees en omgeving belangrijk: de Romeinse heerbaan van Tongeren naar Nijmegen liep door dit gebied. Op het grondgebied van Maashees werden dan ook, naast Germaanse urnen, ook veel Romeinse voorwerpen zoals munten, gevonden.
Maashees maakte vanouds deel uit van het overambt van het Land van Cuijk. In het zuiden grensde het aan het Land van Kessel.
De oudste vermelding van Maashees dateert uit 1375. Sybrecht van Blitterswyck en zijn echtgenote Elisabeth van Broeckhuysen schonken toen goederen aan Roelman, heer tot Arendael, ridder, en zijn echtgenote Stijne en hun kinderen. Deze landgoederen waren gelegen tot Offerden ende tot Maessgese, dus aan de Maas te Afferden en Maashees.
Udo de Boije, Heer van Vierlingsbeek, bekrachtigde in het jaar 1403 de privileges zoals die door Otto van Cuijk aan de gemeentelanden van Cuijk waren toegestaan. “Maasheeze” wordt genoemd in de akte van deling 1 november 1452, waarbij de nalatenschap van Hubert van Culemborg, heer van Boxmeer, tussen zijn zonen verdeeld werd.
Tot 1474 had Maashees een laatbank die zich daarna tot schepenbank ontwikkelde. De strafrechtelijke instantie bevond zich echter te Grave.
Op 14 juni 1719 vond in Maashees een grote dorpsbrand plaats.
Omstreeks 1800 had Maashees 260 inwoners.

### Kerkelijke geschiedenis
In 1473 werd, in navolging van Geijsteren, het Gilde van Sint-Joris en Sint-Antonius Abt opgericht. Dit gilde heeft bestaan tot 1825 en werd in 1978 heropgericht. De gilden bedienden vanouds ook de kapel. Deze kapel was gewijd aan Sint-Joris en werd bediend door de parochie van Geijsteren. In 1638 werd de katholieke geestelijkheid uit het Land van Cuijk verdreven en werd de kapel gesloten. Na de inval van de Fransen in 1672 kregen de katholieken hun kapel terug, maar in 1674 kwam hier weer een eind aan. Nadat de katholieken de kapel in 1800 opnieuw terugkregen, werd in 1804 een zelfstandige parochie opgericht.
In 1819 begon men met de bouw van een nieuwe kerk. Deze werd van 1895-1896 vergroot en van een klokkentoren voorzien. Op 15 oktober 1944 werd deze echter door de Duitsers opgeblazen, waarmee ook de kerk werd verwoest. In 1951 werd de nieuwe, huidige, kerk ingewijd.

## Bezienswaardigheden
- De Sint-Antonius Abtkerk, uit 1951. Architect was Kees de Bever. De bakstenen kerk bevat elementen uit de Delftse School en de Bossche School.
- Mariakapelletje aan de kruising De Weerd/Hogeweg, uit 1950. Hier vonden in 1944 vluchtelingen een schuilplaats.
- Een van de weinige overgebleven luchtwachttorens, is Luchtwachttoren 8J2 - Maashees, aan de Broekweg. Deze betonnen raatbouwtoren is gebouwd rond 1953, ten tijde van de Koude Oorlog, om onder het bereik van de radar vliegende vijandelijke toestellen te kunnen waarnemen. De toren is nog in redelijke staat en is in 2015 gerenoveerd.

## Natuur en landschap
Maashees ligt direct aan de Maasoever. Het landschap om Maashees kenmerkt zich door tuinbouw, waaronder grote boomkwekerijen, landbouw en kleine stukjes bos. Meer naar het zuidwesten toe ligt het Landgoed Geijsteren, een uitgestrekt bosgebied. Hierin ligt ook de Willibrorduskapel, zie Geijsteren.

## Economie
In Maashees biedt een diervoederfabriek werk aan honderd mensen. Verder zijn er kampeerterreinen en land- en tuinbouwbedrijven waaronder ook boomkwekerijen.

## Verenigingen
- Vrouwenorganisatie Maashees
- Carnavalsvereniging De Bliekers

## Nabijgelegen kernen
Geijsteren, Smakt, Holthees, Vierlingsbeek